# Irish League 1971-1972
La stagione 1971-1972 è stata la settantesima edizione della Irish League, massimo livello del campionato di calcio nordirlandese.
Lo svolgimento del torneo è stato influenzato dalla situazione politica dell'Irlanda del Nord, che ha costretto numerose squadre a giocare le gare in casa in altre città per motivi di sicurezza. Il caso più noto è quello del Derry City che, dopo aver giocato le gare interne a Coleraine, decise di abbandonare definitivamente la Irish League al termine del campionato

## Classifica finale
|  |     | Irish League 1971-1972 | Pt | G  | V  | N | P  | GF | GS | DR  |
|  | --- | ---------------------- | -- | -- | -- | - | -- | -- | -- | --- |
|  | 1.  | Glentoran              | 33 | 22 | 14 | 5 | 3  | 50 | 17 | +33 |
|  | 2.  | Portadown              | 30 | 22 | 13 | 4 | 5  | 49 | 25 | +24 |
|  | 3.  | Ards                   | 29 | 22 | 12 | 5 | 5  | 49 | 30 | +19 |
|  | 4.  | Linfield               | 27 | 22 | 10 | 7 | 5  | 48 | 29 | +19 |
|  | 5.  | Crusaders              | 25 | 22 | 10 | 5 | 7  | 36 | 35 | +1  |
|  | 6.  | Coleraine              | 25 | 22 | 9  | 7 | 6  | 51 | 40 | +11 |
|  | 7.  | Ballymena Utd          | 21 | 22 | 8  | 5 | 9  | 34 | 34 | 0   |
|  | 8.  | Distillery             | 21 | 22 | 7  | 7 | 8  | 34 | 44 | -10 |
|  | 9.  | Glenavon               | 20 | 22 | 7  | 6 | 9  | 36 | 40 | -4  |
|  | 10. | Derry City             | 16 | 22 | 4  | 8 | 10 | 41 | 55 | -16 |
|  | 11. | Bangor                 | 9  | 22 | 2  | 5 | 15 | 28 | 62 | -34 |
|  | 12. | Cliftonville           | 8  | 22 | 2  | 4 | 16 | 19 | 64 | -45 |

### Verdetti
- Glentoran campione dell'Irlanda del Nord 1971-1972. Qualificato alla Coppa dei Campioni 1972-1973.
- Coleraine qualificato alla Coppa delle Coppe 1972-1973.
- Portadown qualificato alla Coppa UEFA 1972-1973.
- Derry City abbandona la Irish League per motivi di sicurezza[1].

## Statistiche

### Squadre
- Maggior numero di vittorie:  Glentoran (14)
- Minor numero di sconfitte:  Glentoran (3)
- Migliore attacco:  Coleraine (51 gol fatti)
- Miglior difesa:  Glentoran (17 gol subiti)
- Miglior differenza reti:  Glentoran (+33)
- Maggior numero di pareggi:  Derry City (8)
- Minor numero di pareggi:  Portadown,  Cliftonville (4)
- Maggior numero di sconfitte:  Cliftonville (16)
- Minor numero di vittorie:  Bangor,  Cliftonville (2)
- Peggiore attacco:  Cliftonville (19 gol fatti)
- Peggior difesa:  Cliftonville (64 gol subiti)
- Peggior differenza reti:  Cliftonville (-45)

### Giocatori
- Capocannoniere: Peter Watson ( Distillery), Des Dickson ( Coleraine); 15 reti.